# النقل والمواصلات في نيجيريا

الطرق السريعة الأكثر ازدحامًا في نيجيريا 2018 (باللون الأحمر،) الطرق السريعة الأخرى باللون الأسود.

توسعت شبكة النقل والمواصلات في نيجيريا في السنوات الأخيرة لاستخدام عدد متزايد من السكان. بلغت قيمة قطاع النقل والتخزين 2.6 تريليون نايرا (6.9 مليار دولار) بالأسعار الأساسية الحالية في عام 2020، انخفاضًا من N3 تريليون (8 مليارات دولار) في عام 2019، وفقًا للمكتب الوطني للإحصاء. وقد انعكس ذلك في انخفاض المساهمة في ناتج محلي إجمالي، عند 1.8٪ في الربع الرابع من عام 2020، بانخفاض من 2.1٪ خلال نفس الفترة من العام السابق ولكن أعلى من 0.8٪ المسجلة في الربع الثالث من نفس العام. من أهم التحديات التي تواجه هذا القطاع تلبية احتياجات كل من المدن الساحلية الكبيرة والمجتمعات الريفية الداخلية من أجل رفع مستوى الإمكانات الاقتصادية للبلاد بشكل كبير. هذا هو الحال بشكل خاص مع التعدين والزراعة، وكلاهما من المتوقع أن يستفيد من مشروعين كبيرين: ميناء Lekki في لاغوس وخط سكة حديد كانو إلى مارادي في شمال البلاد.
على الرغم من أن شبكات النقل كانت تعاني من نقص التمويل تاريخيا، إلا أن الحكومة تعطي الأولوية لتطويرها، حيث أن الاتصال المعزز هو مفتاح دعم النمو في القطاعات غير النفطية مثل التصنيع والزراعة. يمثل هذا دعماً للدولة على تنويع مصادر دخلها بعيدًا عن النفط، وربط المجتمعات الريفية والمحرومة بالمراكز التجارية. علاوة على ذلك، يتوقع أن تؤدي مشاريع النقل الجماعي المخطط لها داخل المدن إلى تحسين نوعية الحياة لسكان المناطق الحضرية في نيجيريا البالغ عددهم 102.8 مليون نسمة.

## السكك الحديدية
يعد تحسين روابط السكك الحديدية أيضًا أمرًا محوريًا في NIIMP، حيث أشارت الخطة الرئيسية في ذلك الوقت إلى أن الشبكة «تحتاج إلى إعادة بناء بالكامل تقريبًا». تتمثل الرؤية طويلة المدى في توسيع الطرق لإنشاء نظام مرتبط بمرافق مثل الموانئ والمطارات. استمرت عملية تحديد أولويات تطوير السكك الحديدية، حيث خصصت ميزانية عام 2021 71.2 مليار نايرا لبناء و 11.6 مليار نايرا لترميم السكك الحديدية.
شركة السكك الحديدية النيجيرية (NRC) عن خدمات السكك الحديدية في جميع أنحاء البلاد - للشحن والركاب على حد سواء - مع مشاركة قليلة من القطاع الخاص، حيث أن معظم خطوط السكك الحديدية بين المدن لا تجدي نفعا تجارياً. وفقًا لأحدث البيانات الصادرة عن المكتب الوطني للإحصاء، نقل نظام السكك الحديدية 2.6 مليون راكب في عام 2017، و 3 ملايين في عام 2018، و 723,995 راكبًا في الربع الأول من عام 2019. بلغت الإيرادات الآتية من تذاكر الركاب 1.2 مليار نايرا (3.2 مليون دولار) و 1.9 مليار نايرا1.9 مليار (5.1 مليون دولار) لعامي 2017 و 2018، و 520.8 مليون نايرا (1.4 مليون دولار) للأشهر الثلاثة الأولى من عام 2019. وأما فيما يتعلق بالشحن، فتم نقل 141,186 طنًا في عام 2017 بإيرادات بلغت 374 مليون نايرا (999,000 دولار أمريكي) - الأرقام التي نمت بنسبة 132٪ و 32٪ على التوالي في عام 2018. تم نقل حوالي 54,100 طن بواسطة نظام السكك الحديدية في الربع الأول من عام 2019، والذي أدى إلى تحقيق إيرادات تبلغ 102.6 مليون نايرا (274,000 دولار).
أعلنت الحكومة الفيدرالية في شهر أغسطس 2017 عن برنامج بلغت قيمته 41 مليار دولار لتوسيع شبكة السكك الحديدية. كان المشروعان الرئيسيان اللذان تم الكشف عنهما في ذلك الوقت عبارة عن خط سكة حديد ثان يربط لاغوس في الجنوب بكانو في الشمال وخط سكة حديد يمتد عبر الساحل، من لاغوس إلى مدينة كالابار. كان العمل في كلا المشروعين مستمرًا اعتبارًا من أوائل عام 2021. إضافة إلى ذلك، بدأ في يناير من عام 2021، بناء خط جديد يربط كانو بمارادي، في دولة النيجر. سيمر الخط البالغ طوله 387 كيلومترًا عبر بعض المدن في شمال الغرب للدولة

## الطرق

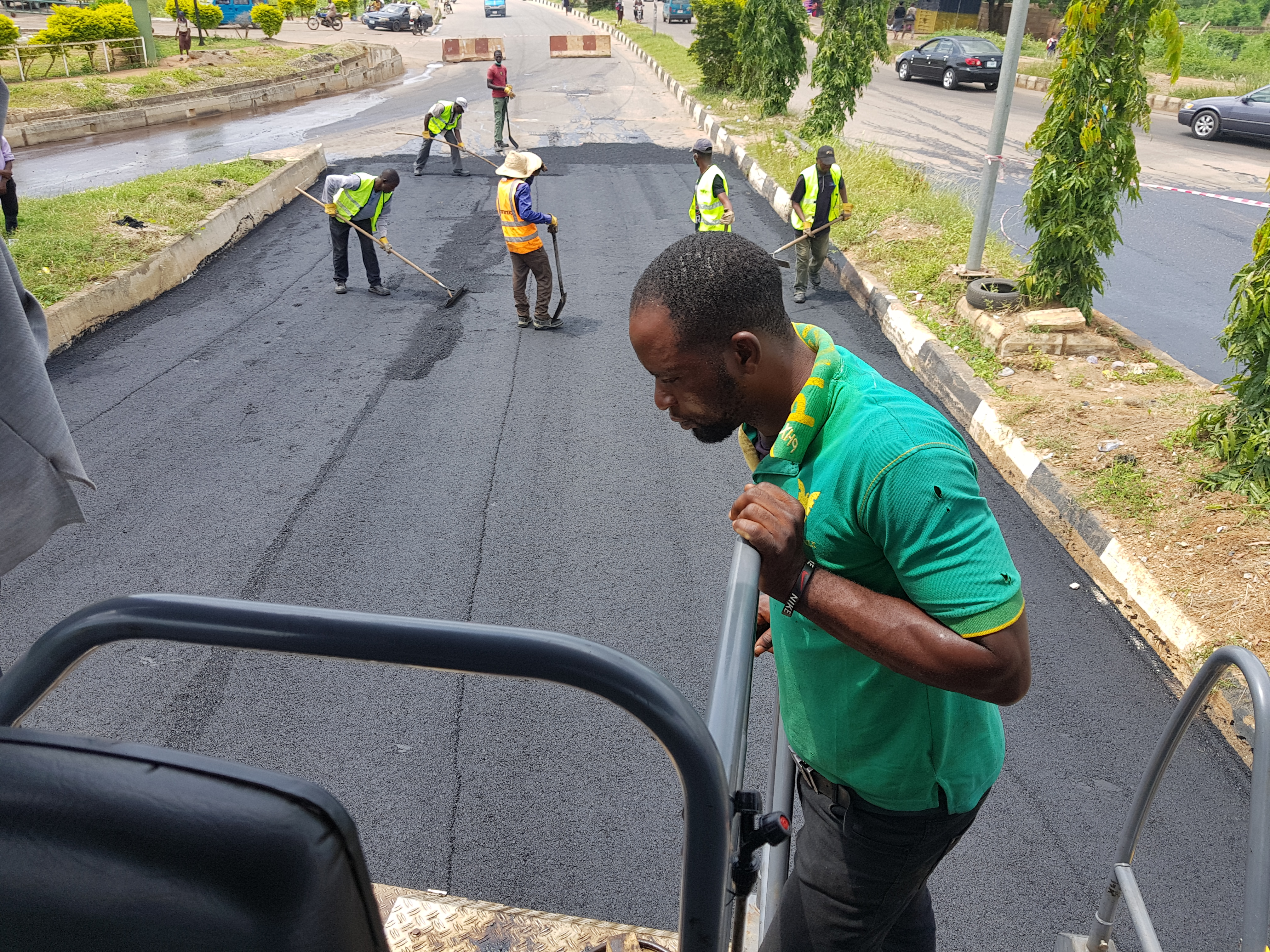
صيانة الطرق في نيجيريا

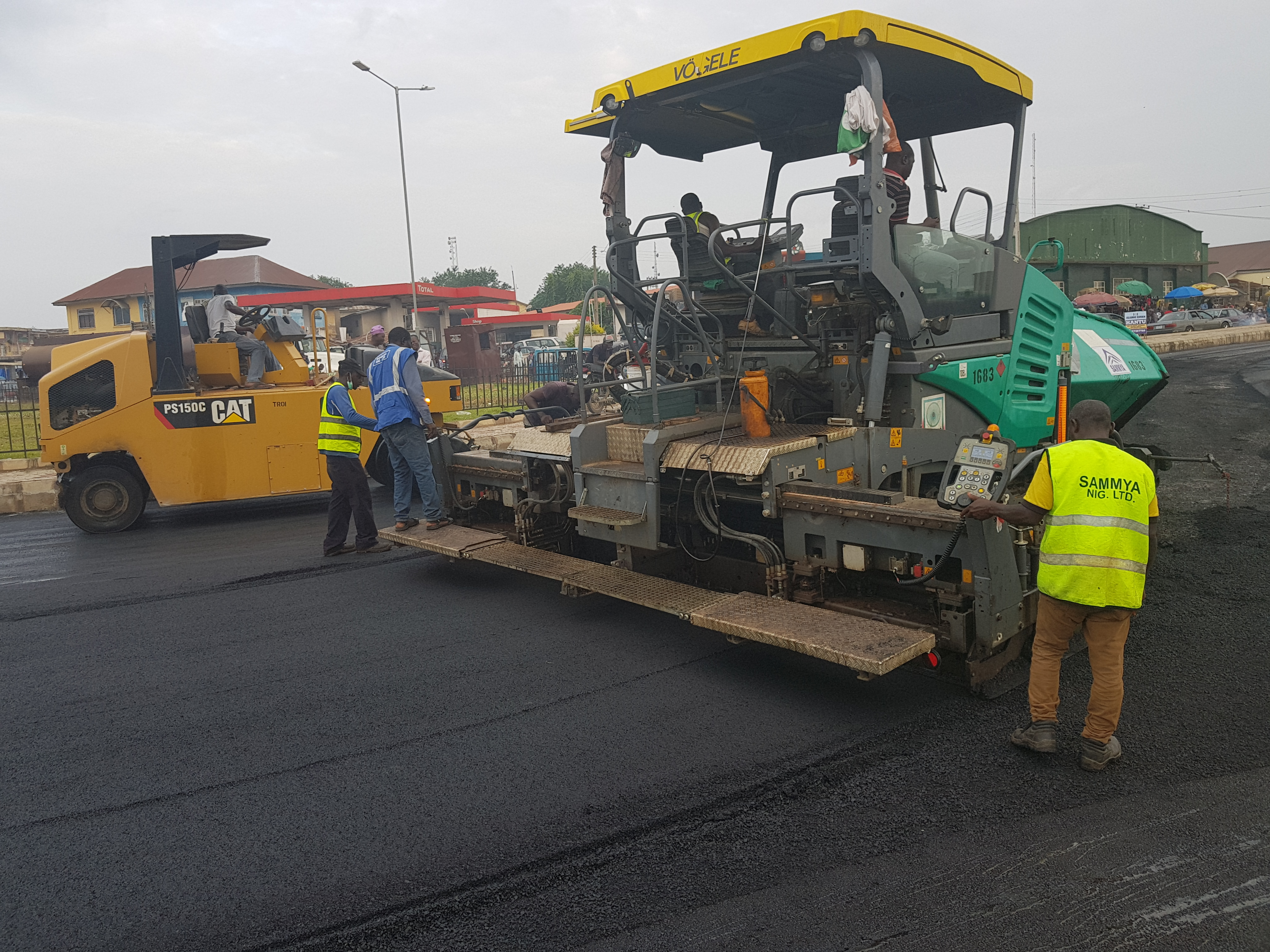
بناء الطرق في نيجيريا

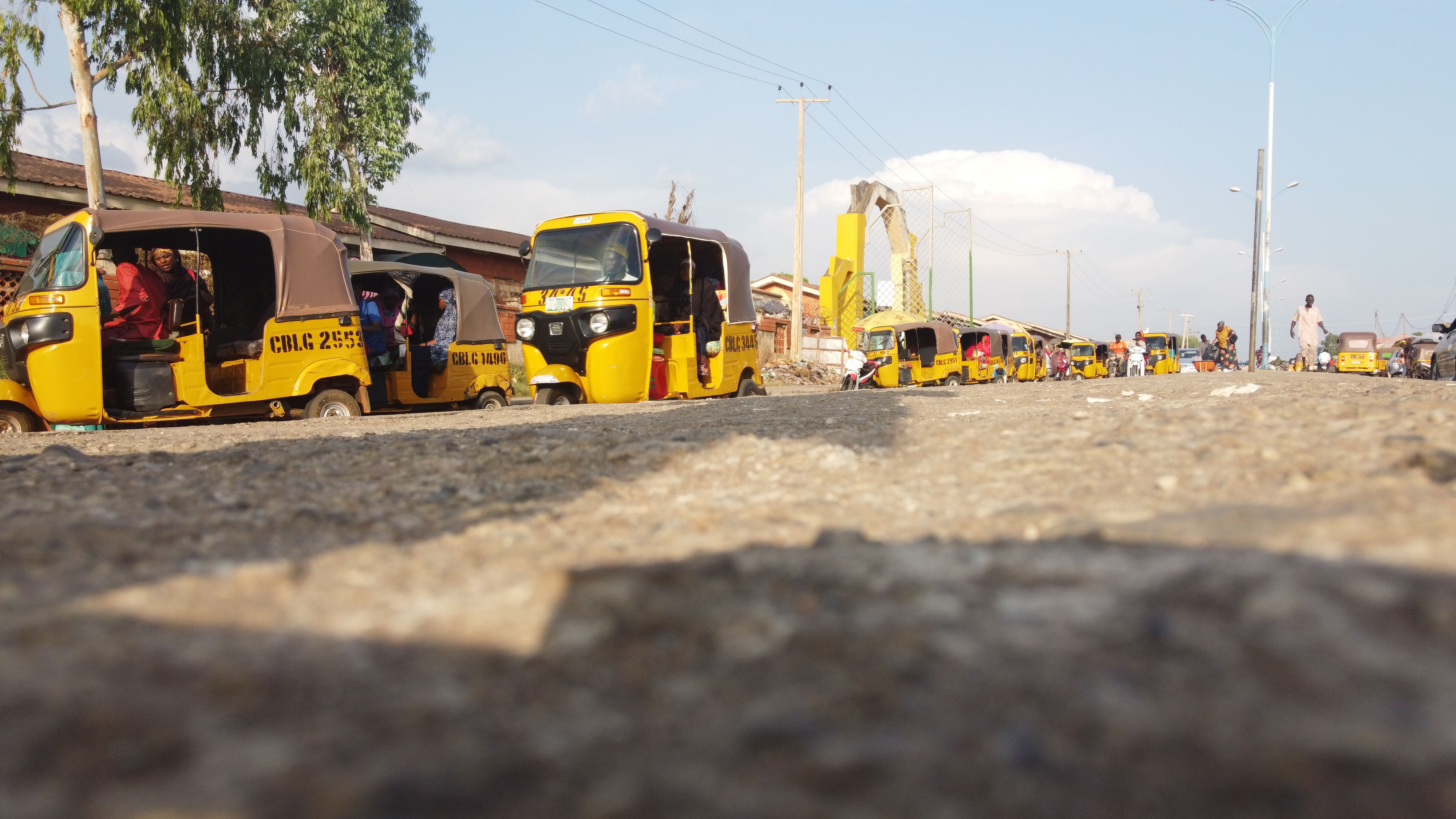
يعتبر استخدام الدراجات العجلات الثلاث (كيكي نابيب) أمرا شائعا في العديد من مدن شمال نيجيريا

تشكل الطرق السريعة وغير السريعة في نيجيريا الأساس لشبكة النقل في البلاد، حيث تتعامل مع 90 ٪ من جميع حركة نقل الركاب والبضائع، وفقًا لـمعلومات الصادرة عن NIIMP. بالنظر إلى أنه الجزء الأكبر - المساهم بـ 2.4 تريليون نايرا (6.4 مليار دولار) في الناتج المحلي الإجمالي في عام 2020، بانخفاض من 2.7 تريليون (7.2 مليار دولار) في العام السابق تركز الحكومة على كل من خدمة الطرق الحالية وكثير منها في حالة سيئة، أو غير معبدة وبناء أخرى جديدة. من أجل هذا، خصصت ميزانية عام 2021 مبلغ 168 مليار نايرا (451.2 مليون دولار) لبناء وإعادة تأهيل وازدواجية الطرق. كما خصصت الميزانية 54 مليار نايرا (144.2 مليون دولار) لبناء الجسور وتجديدها، و 4 مليارات نايرا (10.7 مليون دولار) لإعادة تأهيل جسر رئيسي في ولاية لاغوس.
يمكن تصنيف طريق Apapa-Oshodi-Oworonshoki-Ojota السريع البالغ طوله 35 كم في لاغوس أهم المشاريع حالياً، والذي يقوم بربط أكبر ميناء في مدينة لاغوس بمنطقة أوجاتا. نظرًا لأن ملكية المركبات في ازدياد، فإن حركة المرور تزداد ازدحاما في المدن الأكثر اكتظاظًا بالسكان في البلاد. في يناير من 2021، صرح فونسو أديبي، مدير إنشاء وإعادة تأهيل الطرق السريعة في وزارة الأشغال والإسكان، للصحافة أنه من المقرر أن ينتهي من المرحلة الأولى من المشروع في الشهر الرابع من ذلك العام، مع انتهاء كامل عملية التوسعة في ديسمبر. بدأت مجموعة دانجوت جروب العمل على الطريق السريع في عام 2018، وهذا الإصلاح هو الأول منذ أن تم بناؤه في عام 1978، حيث أضافت المجموعة 10 ممرات وإصلاح الوصلات مع الطرق الأخرى. ومن المشاريع الأخرى ذات الأولوية في البلاد وصل أوباجانا مع كابا بطول 43 كم في ولاية ولاية كوجي. تم الانتهاء منه في يناير 2021، وهو أكبر طريق في نيجيريا ويربط بين شمال البلاد وجنوبها. نظرًا لأن الخرسانة أكثر متانة من الأسفلت، فهي أقل عرضة للحفر وبالتالي تتطلب صيانة أقل.
عملت الحكومة على جذب شركاء ومستثمرين من القطاع الخاص لتنفيذ وتمويل المشاريع المهمة. على سبيل المثال، تلقت دانجوت جروب خصمًا ضريبيًا لمدة 10 سنوات بقيمة 73 مليار نايرا (194.9 مليون دولار) لبناء طريق Apapa-Oshodi-Oworonshoki-Ojota السريع كجزء من الإعفاءات الضريبية للشركات الخاصة للمساعدة في تنفيذ أعمال الطرق الرئيسية. وبالإضافة، أصدرت الحكومة في مايو 2020 صكوكها الثالثة (السندات الإسلامية)، بقيمة 162.6 مليار نايرا (434.1 مليون دولار)، لتمويل مشاريع البنية التحتية مثل إعادة تأهيل الطرق.

### الطرق السريعة الدولية
نتيجة لحجم دولة نيجيريا ووقوعها في موقع إستراتيجي، توجد بها أربع ممرات تربطها بشبكة الطرق السريعة عبر إفريقيا:
- اكتمل الطريق السريع العابر للصحراء إلى الجزائر تقريبًا، لكن قضايا أمن الحدود قد تعرقل استخدامه على المدى القصير.[4]
- اكتمل الطريق السريع العابر لمنطقة الساحل إلى داكار إلى حد كبير.[5]
- يبدأ الطريق الساحلي العابر لغرب إفريقيا في نيجيريا، ويربطها غربًا إلى بنين وتوغو وغانا وساحل العاج بالطرق السريعة الفرعية المؤدية إلى بوركينا فاسو ومالي غير الساحلية. عند الانتهاء من البناء في ليبيريا وسيراليون، سيستمر الطريق السريع سبع دول أخرى من المجموعة الاقتصادية لدول غرب إفريقيا (إيكواس) إلى الغرب.[6]
- لطالما انتظر الطريق السريع لاغوس مومباسا لعقود عديدة لبدء التجارة عبر القارة. إنها توفر روابط طرق سريعة محسّنة مع الكاميرون المجاورة، لكن استمرارها عبر جمهورية الكونغو الديمقراطية إلى شرق إفريقيا غير موجود، وكذلك الطرق السريعة من الكاميرون إلى وسط إفريقيا وجنوب إفريقيا، والتي يمكن أن تعزز التجارة داخل القارة.[7]

## الممرات المائية

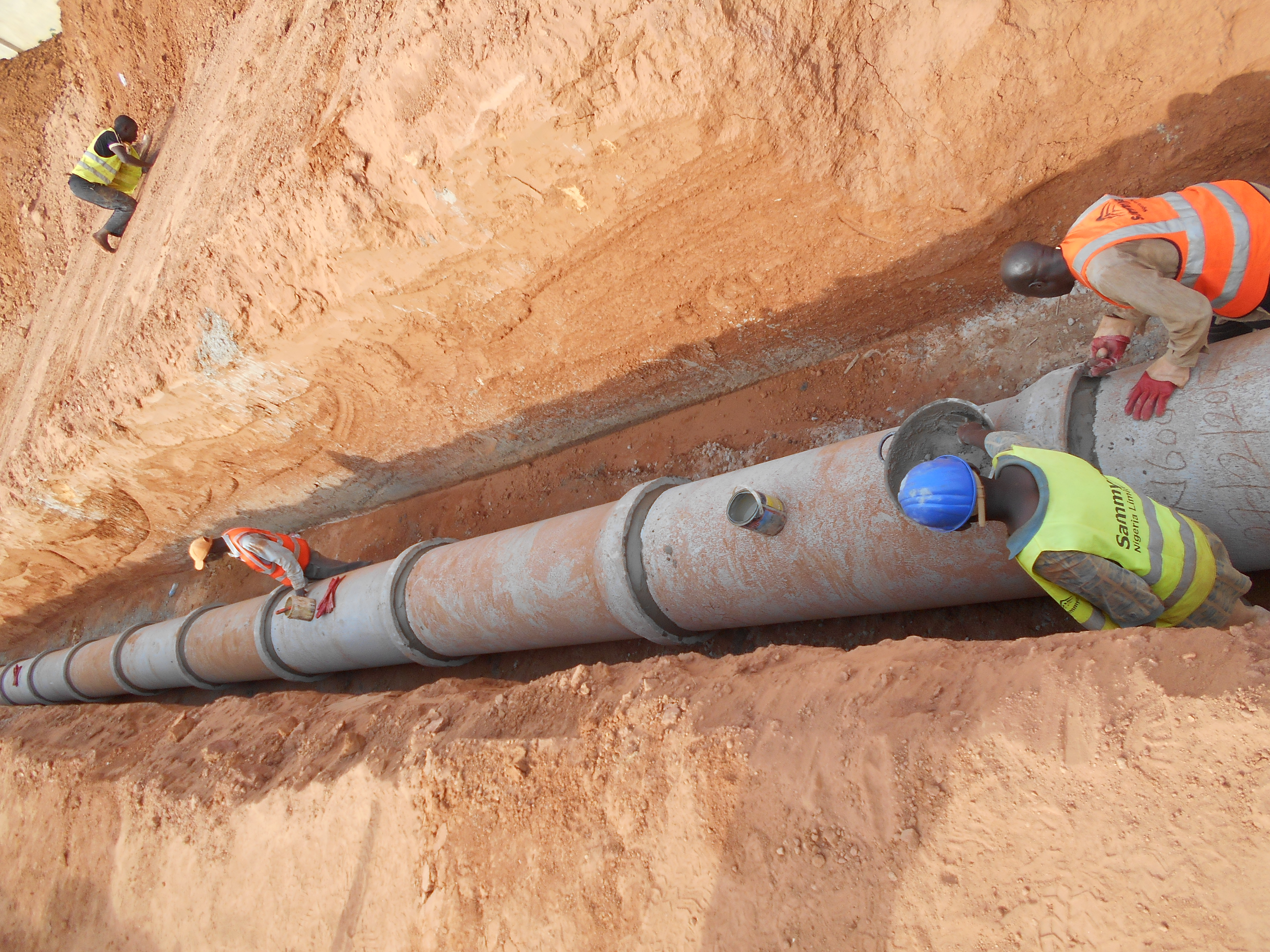
تركيب تصريف مياه الأمطار في نيجيريا

لدى نيجيريا 8600 كيلومترات من المجاري المائية الداخلية. الأطول منها هو نهر النيجر ونهر بينو  ولكن الأكثر استخدامًا، خاصةً بواسطة القوارب الكبيرة التي تعمل بالطاقة وللتجارة، يقع في دلتا النيجر وعلى طول الساحل من لاغوس لاجون إلى ولاية كروس ريفر.

## خطوط الأنابيب
في عام 2004م، كان لدى نيجيريا 105 كيلومترات من خطوط الأنابيب للمكثفات، و 1896 كيلومترًا للغاز الطبيعي، و 3638 كيلومترًا للنفط الخام، و 3626 كيلومترًا للمنتجات المصفاة. تم تخطيط مشاريع خطوط الأنابيب المختلفة لتوسيع التوزيع المحلي للغاز الطبيعي وتصديره إلى بنين وغانا وتوغو عبر خط أنابيب الغاز في غرب إفريقيا، وحتى الجزائر (حيث توجد محطات تصدير البحر الأبيض المتوسط) من خلال مشروع Trans- خط الغاز الصحراوي. تخضع خطوط أنابيب الطاقة للتخريب من قبل الجماعات المسلحة أو الاستيلاء عليها من قبل اللصوص.

## الموانئ
الموانئ النيجيرية الستة هي:
- ميناء أبابا وميناء جزيرة تين كان في ولاية لاغوس؛
- ميناء أون وبورت هاركورت في ولاية ريفرز؛
- ميناء واري في ولاية دلتا؛ و
- ميناء كالابار في ولاية كروس ريفر.[3]

حسب أحدث البيانات التي نشرتها هيئة الموانئ النيجيرية (NPA)، توسعت الحمولة الواردة عبر الموانئ في نيجيريا من حوالي 9 ملايين طن في عام 2016 إلى 10.4 مليون طن في عام 2017 و 10.9 مليون في عام 2018، حيث تم تسجيل 2.8 مليون طن في الربع الأول من عام 2019. كما ارتفعت الحمولة الصادرة في نفس الفترة من 2.1 مليون في عام 2016 إلى 2.3 مليون في عام 2017 و 2.4 مليون في عام 2018. شحنت الموانئ النيجيرية ما يقارب 487,000 طن مع بداية عام 2019.

## الجسور
يوجد سبعة وثلاثون جسراً في جميع أنحاء البلاد تحت الإصلاحات في عام 2022، والتي كان يستحق بعضها منذ عقود. علاوة على ذلك، هناك مشروع جسر الذي يربط لوكو أويتو، جسر البر الرئيسي الثالث في لاغوس، جسر كارتر، جسر مورتالا محمد في كوتون كارفي وجسر إسحاق بورو في بورت هاركورت. ومن بين الجسور الأخرى جسر Chanchangi في ولاية النيجر وجسر Tambuwara في كانو.

## البحرية التجارية
ليست البحرية التجارية النيجيرية هيئة معترف بها قانونًيا، ولكن يمثل كبار الضباط بعض ضباط البحرية التجارية ورابطة كبار موظفي النقل المائي. يتم تنظيم الصناعة البحرية من قبل الإدارة البحرية النيجيرية ووكالة السلامة (NIMASA)، والتي تقوم بمسؤولية مراقبة اللوائح المتعلقة بالشحن النيجيري والعمل البحري والمياه الساحلية، كما تتولى عمليات التفتيش وتوفر خدمات البحث والإنقاذ.

## المطار وشركات الطيران
المطارات الرئيسية في نيجيريا هي مطار مورتالا محمد الدولي في لاغوس ومطار نامدي أزيكيوي الدولي في أبوجا. تشكل المطارات الثلاثة الأخرى مطار مالام أمينو كانو الدولي في كانو ومطار أكانو إيبيام الدولي في إينوغو مطار بورت هاركورت الدولي في ولاية بورت هاركورت.
تأثرت صناعة النقل الجوي بشكل كبير بوباء كوفيد 19، حيث أغلقت العديد من دول العالم حدودها في نقاط مختلفة طوال عام 2020 لقمع انتشار الوباء. دخل قطاع الطيران في نيجيريا الوباء في وضع قوي نسبيًا، وفقًا لبيانات الصادرة عن هيئة الطيران الفيدرالية في نيجيريا (FAAN). بلغ عدد الوافدين إلى 30 مطارًا في نيجيريا 8.8 مليونًا في عام 2019 في حين تم تسجيل 8.7 مليون رحلة مغادرة. ويمثل هذا زيادة بنسبة 7.4٪ عن 16.4 مليون مسافر تم تسجيله في عام 2018. وفي الوقت ذاته، نمت حركة الشحن في عام 2019 - من 164.9 مليون كيلوغرام في عام 2018 إلى 174.9 مليون كيلوغرام - كما ارتفع البريد الجوي من 47.3 مليون كيلوغرام إلى 55.6 مليون كيلوغرام. رأت المحطات المحلية للمطارات في أبوجا ولاغوس ما يقارب 25٪ من تحركات الركاب و 30٪ من حركة الطائرات لكلٍ منها في عام 2019، بينما تعامل مطار مورتالا محمد الدولي (MMIA) في لاغوس مع 81٪ من جميع البضائع.
تشمل مشاريع الطيران ذات الأولوية في ميزانية عام 2021، 10 مليارات نايرا (26.7 مليون دولار) لبناء المدرج الثاني في مطار Nnamdi Azikiwe الدولي (NAIA) في أبوجا، 1مليار نايرا (2.7 مليون دولار) لمبنى جديد في المطار في إنوغو، و 900 مليون نايرا (2.4 مليون دولار) لتوسيع وإعادة رصف المدرج في مطار مورتالا محمد الدولي. بينما يصنف مد مدرج ثانٍ في مطار نامدي أزيكيوي الدولي عقب افتتاح المحطة الدولية الجديدة في ديسمبر 2018. المحطة هي الأولى في البلاد التي يتم توصيلها بنظام السكك الحديدية، حيث ينقل قطار السكك الحديدية الخفيف في أبوجا الركاب إلى وسط المدينة.